# بريستول بلفيدير
بريستول بلفيدير  (بالإنجليزية: Bristol Belvedere)‏ هي مروحية شحن ذات محركين أنتجت في بريطانيا. من صناعة شركة طائرات بريستول. كانت تستخدم بشكل أساسي من قبل سلاح الجو الملكي. كان أول طيران لها في 5 يوليو 1958. دخلت الخدمة في 1961، انتهت خدمتها في 1969. صنع منها 26 طائرة.
مروحية بلفيدير بريستول نوع 192، تم تصميمها للقيام بمجموعة متنوعة من أدوار النقل بما في ذلك نقل القوات، وإسقاط الإمدادات وأجلاء المصابين. تم تشغيلها في سلاح الجو الملكي (RAF) 1961-1969.